# The Jelly Jam
The Jelly Jam je američki rock sastav kojeg su oformili basist John Myung(Dream Theater), gitarist Ty Tabor (King's X) i bubnjar Rod Morgenstein (Dixie Dregs). Trojica su prethodno bili članovi sastava Platypus koji se raspao 2000. godine. Sastav je snimio dva studijska albuma.

## Diskografija
- The Jelly Jam (2002.)
- The Jelly Jam 2 (2004.)

## Vanjske poveznice
- Rod Morgenstein - službene stranice
- Ty Tabor - službene stranice